# Ravensmühle (Strasburg)
Ravensmühle ist ein Ortsteil der amtsfreien Stadt Strasburg (Uckermark) im Landkreis Vorpommern-Greifswald in Mecklenburg-Vorpommern.

## Geographie
Der Ort liegt drei Kilometer östlich von Strasburg (Uckermark). Die Nachbarorte sind Wismar und Ravensmühle im Nordosten, Louisfelde im Südosten, Linchenshöh im Südwesten, Strasburg (Uckermark) im Westen sowie Ziegelhausen im Nordwesten.